# Ylodes detruncatus
Ylodes detruncatus är en nattsländeart som först beskrevs av Martynov 1924.  Ylodes detruncatus ingår i släktet Ylodes och familjen långhornssländor. Arten är reproducerande i Sverige. Inga underarter finns listade i Catalogue of Life.